# Rovinjsko Selo
Rovinjsko Selo (italijansko Villa di Rovigno) je naselje z okoli 800 prebivalci na Hrvaškem, ki upravno spada pod mesto Rovinj (le-ta pa v Istrsko županijo).
Rovinjsko Selo je naselje v zahodni Istri severovzhodno od Rovinja, od katerega je oddaljeno okoli 7 km. Leži ob cesti D303 Rovinj-Okreti-Kanfanar na nadmorski višini 144 m. Pri arheoloških delih so v bližnji okolici našli dokaze, da je bilo to področje poseljeno že v prazgodovini in antiki. Današnje naselje so na pobudo beneških oblasti ustanovili priseljenci iz okolice Zadra, ki so bežali pred Turki. V naselju stojita župnijska cerkev ''Antuna Opata zgrajena leta 1595. in enoladijska cerkev Blažene Djevice Marije od snjega zgrajene v 15. stoletju.

## Demografija
| Pregled števila prebivalcev po letih | Pregled števila prebivalcev po letih | Pregled števila prebivalcev po letih | Pregled števila prebivalcev po letih | Pregled števila prebivalcev po letih | Pregled števila prebivalcev po letih | Pregled števila prebivalcev po letih | Pregled števila prebivalcev po letih | Pregled števila prebivalcev po letih | Pregled števila prebivalcev po letih | Pregled števila prebivalcev po letih | Pregled števila prebivalcev po letih | Pregled števila prebivalcev po letih | Pregled števila prebivalcev po letih | Pregled števila prebivalcev po letih |
| ------------------------------------ | ------------------------------------ | ------------------------------------ | ------------------------------------ | ------------------------------------ | ------------------------------------ | ------------------------------------ | ------------------------------------ | ------------------------------------ | ------------------------------------ | ------------------------------------ | ------------------------------------ | ------------------------------------ | ------------------------------------ | ------------------------------------ |
| 1857                                 | 1869                                 | 1880                                 | 1890                                 | 1900                                 | 1910                                 | 1921                                 | 1931                                 | 1948                                 | 1953                                 | 1961                                 | 1971                                 | 1981                                 | 1991                                 | 2001                                 |
| 490                                  | 499                                  | 578                                  | 692                                  | 740                                  | 837                                  | 841                                  | 899                                  | 726                                  | 662                                  | 663                                  | 593                                  | 590                                  | 649                                  | 767                                  |